# Lange Mars
De Lange Mars (oktober 1934 - oktober 1935) was een strategische verplaatsing ondernomen door ongeveer 130.000 Chinese communisten van het Rode Leger. De mars liep van Jiangxi naar Yan'an in Shaanxi. Tienduizenden overleefden de tocht niet.
De Jiangxi Sovjet, waartoe Mao Zedong behoorde, was in 1934 door de Nationalisten omsingeld. Er werd besloten dat iedereen die communist was en in staat was te lopen, een mars zou maken naar Yan'an, omdat dat gebied ontoegankelijker en makkelijker te verdedigen was. Bovendien legde het Nationale Revolutionaire Leger de strop steeds strakker om hun nek in het zuiden. Een groep van ongeveer 100.000 tot 130.000 personen verzamelde zich en brak door de omsingeling heen.
Verscheidene incidenten vonden plaats. De Tibetanen van Sichuan waren bijvoorbeeld niet blij met het Rode Leger, en begonnen een guerrilla vanuit de bossen. Chiang Kai-shek maakte gebruik van de Lange Mars. Krijgsheren van provincies die het Rode Leger zagen aankomen sloeg namelijk de schrik om het hart, waarna ze maar wat graag Chiang als meerdere erkenden.
De communisten werden voortdurend opgejaagd door de politie die onder leiding stond van de nationalisten die alle communistische invloeden als een bedreiging zagen. Ook Chiangs troepen joegen ze heel China door. Soms werden ze gebombardeerd door Chiangs kleine luchtmacht.
Bij de rivier de Dadu wisten de communisten de Ludingbrug, een hangbrug uit 1706, te veroveren. Volgens de officiële versie hadden de Nationalisten de planken weggehaald en hielden ze de brug onder schot met mitrailleurs. Communistische zelfmoordcommando's wisten via de kettingen naar de overkant te klimmen en deze mitrailleursnesten uit te schakelen. De brug werd hersteld en de Roden konden aan een dreigende omsingeling ontsnappen.
De groep legde een route af die hen eerst naar de bergen in het westen voerde, en vervolgens naar de noordelijke hooglanden van Shaanxi. Daar kwam de groep letterlijk gedecimeerd aan. Ondertussen hadden ze communisten van elders opgenomen, en was Mao benoemd tot de onbetwiste leider van de CCP. Het is niet helemaal duidelijk hoe lang de mars was. Volgens de communisten ging het om een tocht van ongeveer 10.000 kilometer. Volgens de Britse wandelaars Ed Jocelyn en Andy McEwan, die de tocht in 2003 na 384 dagen volbrachten, was die 'slechts' zo'n 6000 kilometer.
De schrijfster Jung Chang heeft in haar boek Mao, het onbekende verhaal fel uitgehaald naar de leiding. Volgens haar lieten ze zich dragen terwijl de massa moest lopen, en waren veel verhalen (waaronder de verovering van de brug over de Dadu) uit de duim gezogen. Het is hoogstwaarschijnlijk dat de leiding van de CCP en Mao de verhalen op veel punten voor hun eigen mythevorming hebben opgeblazen. Onlangs is ook bekend geworden dat Chiang Kai-shek nooit achter Mao heeft aangezeten. Dit omdat de zoon van Chiang Kai-shek in Moskou "vast" werd gehouden. Hij dacht dat als hij zou ingrijpen, de Russische communisten zijn zoon de nek om zouden draaien.